# Mandelist er vel behænde
|  | Denne artikel er oprettet af botten Steenthbot ud fra en ekstern database. Den kan derfor have sproglige fejl eller mangler. Denne skabelon kan fjernes efter kontrol af indholdet. |

Mandelist er vel behænde er en dansk kortfilm fra 1915 instrueret af A.W. Sandberg og efter manuskript af Lilli Brandt.

## Medvirkende
- Rasmus Christiansen
- Else Frölich
- Lauritz Olsen